# Meys
Meys ist eine französische Gemeinde mit 855 Einwohnern (Stand: 1. Januar 2022) im Département Rhône in der Region Auvergne-Rhône-Alpes. Meys gehört administrativ zum Arrondissement Lyon und ist Teil des Kantons Vaugneray (bis 2015: Kanton Saint-Symphorien-sur-Coise).

## Geografie
Meys liegt rund 35 Kilometer westsüdwestlich von Lyon in den Monts du Lyonnais. Am Südrand der Gemeinde führt die Brévenne entlang, an der nördlichen Grenze die Toranche.

### Nachbargemeinden
Umgeben wird Meys von den Nachbargemeinden Haute-Rivoire im Norden, Souzy im Nordosten, Aveize im Osten, Grézieu-le-Marché im Süden und Südosten, Maringes im Süden und Südwesten sowie Virigneux im Westen.

## Bevölkerungsentwicklung
| Jahr                       | 1962 | 1968 | 1975 | 1982 | 1990 | 1999 | 2006 | 2012 |
| -------------------------- | ---- | ---- | ---- | ---- | ---- | ---- | ---- | ---- |
| Einwohner                  | 670  | 597  | 563  | 544  | 592  | 637  | 670  | 800  |
| Quellen: Cassini und INSEE |      |      |      |      |      |      |      |      |